# Lumaco
Lumaco ist eine Kommune im Süden Chiles. Sie liegt in der Provinz Malleco in der Region de la Araucanía. Sie hat 9548 Einwohner und liegt ca. 70 Kilometer nordwestlich von Temuco, der Hauptstadt der Region.

## Geschichte
Der Name der Gemeinde Lumaco stammt aus dem Mapudungun und bedeutet so viel wie „Wasser der Luma“. Dabei ist die Luma-Pflanze, auch Amomyrtus luma, ein in Chile beheimatetes Myrtengewächs. Das Gebiet der Gemeinde wurde lange nur von Mapuchen bewohnt. Bereits 1597 wurde vom spanischen Kolonialgouverneur ein erstes Fort in Lumaco errichtet, welches jedoch bereits im folgenden Jahr von den Mapuchen wieder zerstört wurde. 1869 wurde die Gemeinde offiziell gegründet, 1871 wurde im Zuge der chilenischen Okkupation von Araukarien dort erneut ein Fort gebaut. Anfang des 20. Jahrhunderts wurde Lumaco eines der Zentren der italienischen Einwanderung nach Chile, so siedelten etwa 700 Personen aus der italienischen Provinz Modena nach Chile über und gründeten dort die Ortschaft Capitán Pastene, die heute Teil der Gemeinde Lumaco ist. Bekanntheit erlangte die Gemeinde auch im Zuge des stärksten gemessenen Erdbeben aller Zeiten, das als Erdbeben von Valdivia 1960 bekannt wurde. Dabei lag das Epizentrum unterhalb des Gemeindegebiets von Lumaco.

## Demografie und Geografie
Laut der Volkszählung aus dem Jahr 2017 leben in Lumaco 9548 Einwohner, davon sind 4927 männlich und 4621 weiblich. 42,2 % leben in urbanem Gebiet, der Rest in ländlichem Gebiet. Etwa die Hälfte der Einwohner von Lumaco fühlt sich auch heute noch den Mapuche angehörig. Neben der Ortschaft Lumaco gehören mehrere weitere kleine Siedlungen zur Kommune, am bekanntesten ist die italienische Siedlung Capitán Pastene. Die Kommune hat eine Fläche von 1119 km² und grenzt im Norden an Purén, im Nordosten an Los Sauces, im Osten an Traiguén, im Südosten an Galvarino, im Süden an Carahue und an Cholchol und im Westen an Tirúa und an Contulmo in der Región del Biobío.
Durch die Kommune fließt der gleichnamige Río Lumaco, dazu bildet der Río Tirua und der Río Loncotripal im Nordwesten teilweise die Grenze zur Región del Bio-Bío. Daneben wird die Gemeinde durch die Cordillera de Nahuelbuta geprägt.

## Wirtschaft und Politik
In Lumaco gibt es 100 angemeldete Unternehmen. Wichtig sind dabei nach wie vor Land- und Forstwirtschaft. Der aktuelle Bürgermeister von Lumaco ist der unabhängige Richard Leonelli Contreras. Auf nationaler Ebene liegt Lumaco im 22. Wahlkreis, unter anderem zusammen mit Angol, Renaico und Los Sauces.

## Söhne und Töchter
- Isauro Ulises Covili Linfati (* 1961), römisch-katholischer Ordensgeistlicher, Bischof von Iquique

## Fotogalerie

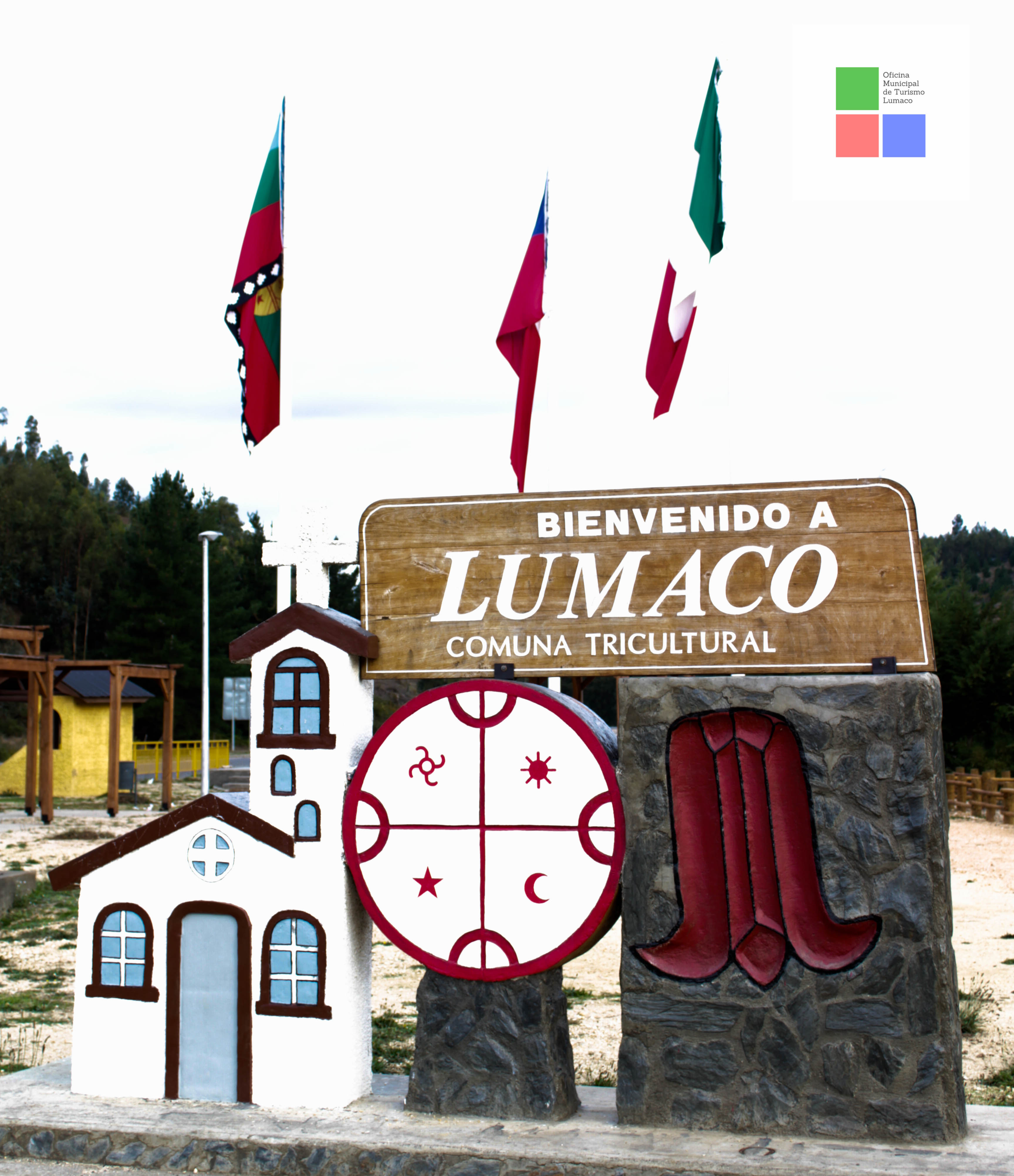
Der Plaza Las Banderas in Lumaco
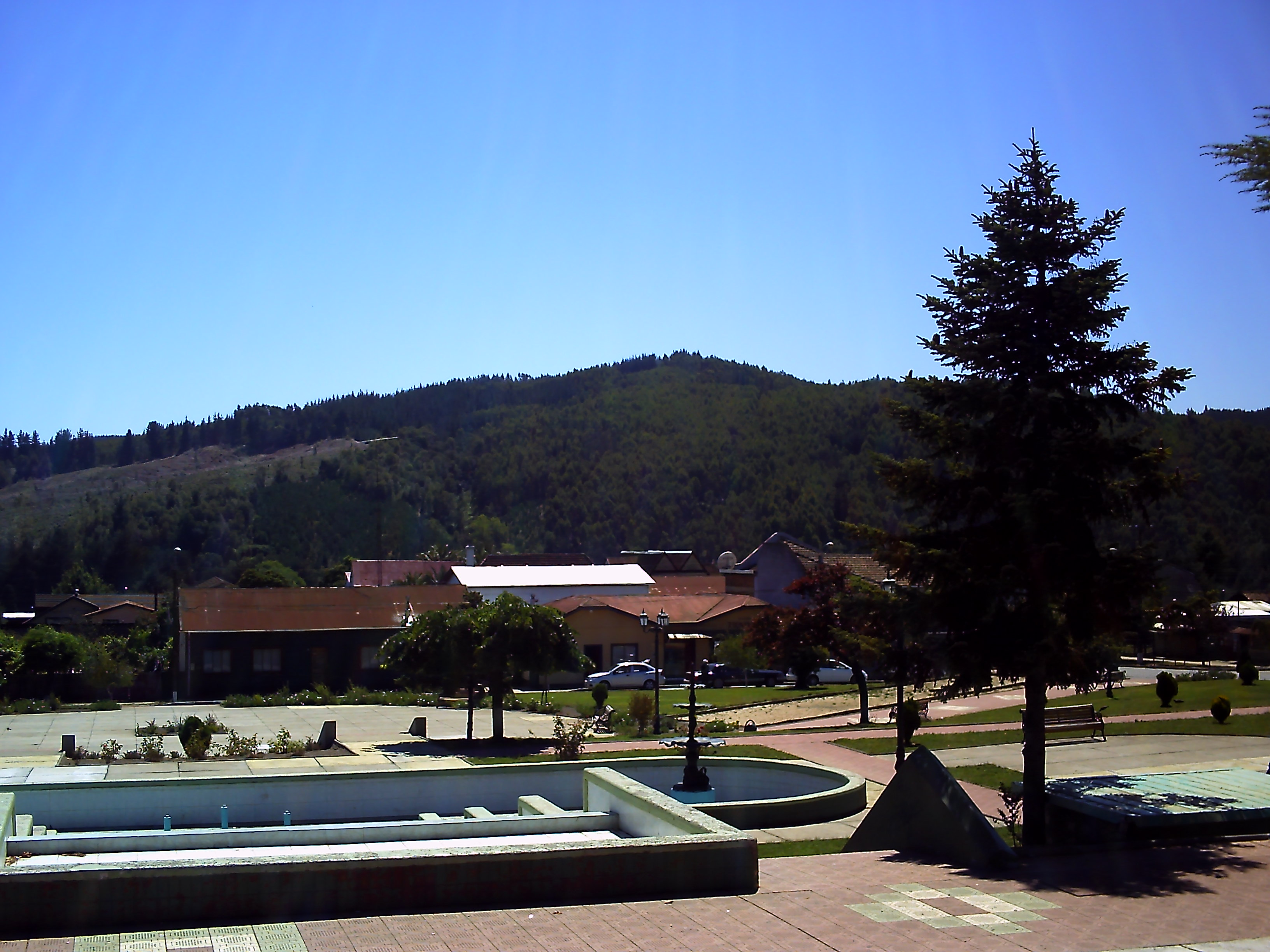
Der Plaza von Capitán Pastene
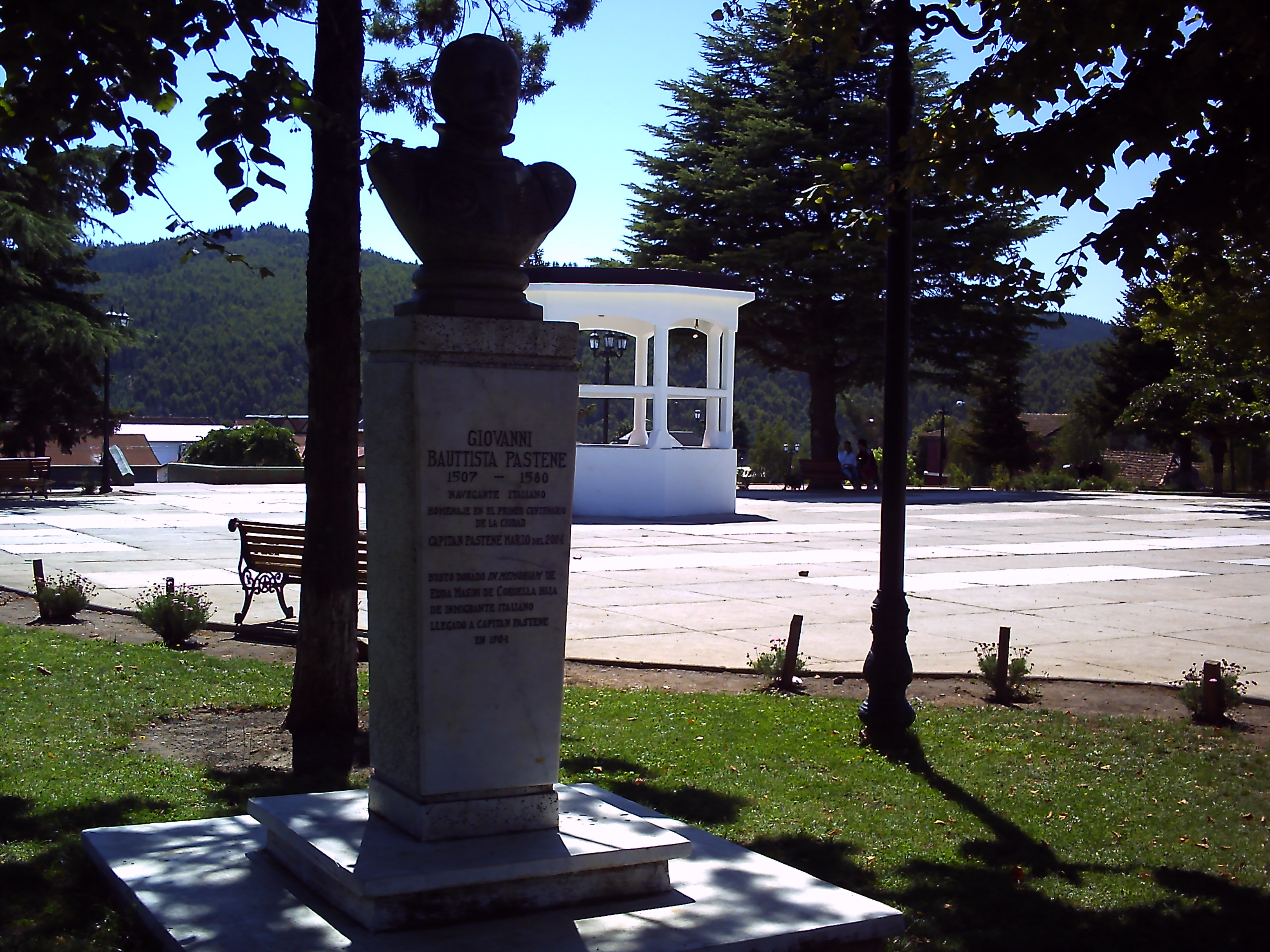
Büste von Capitán Pastene
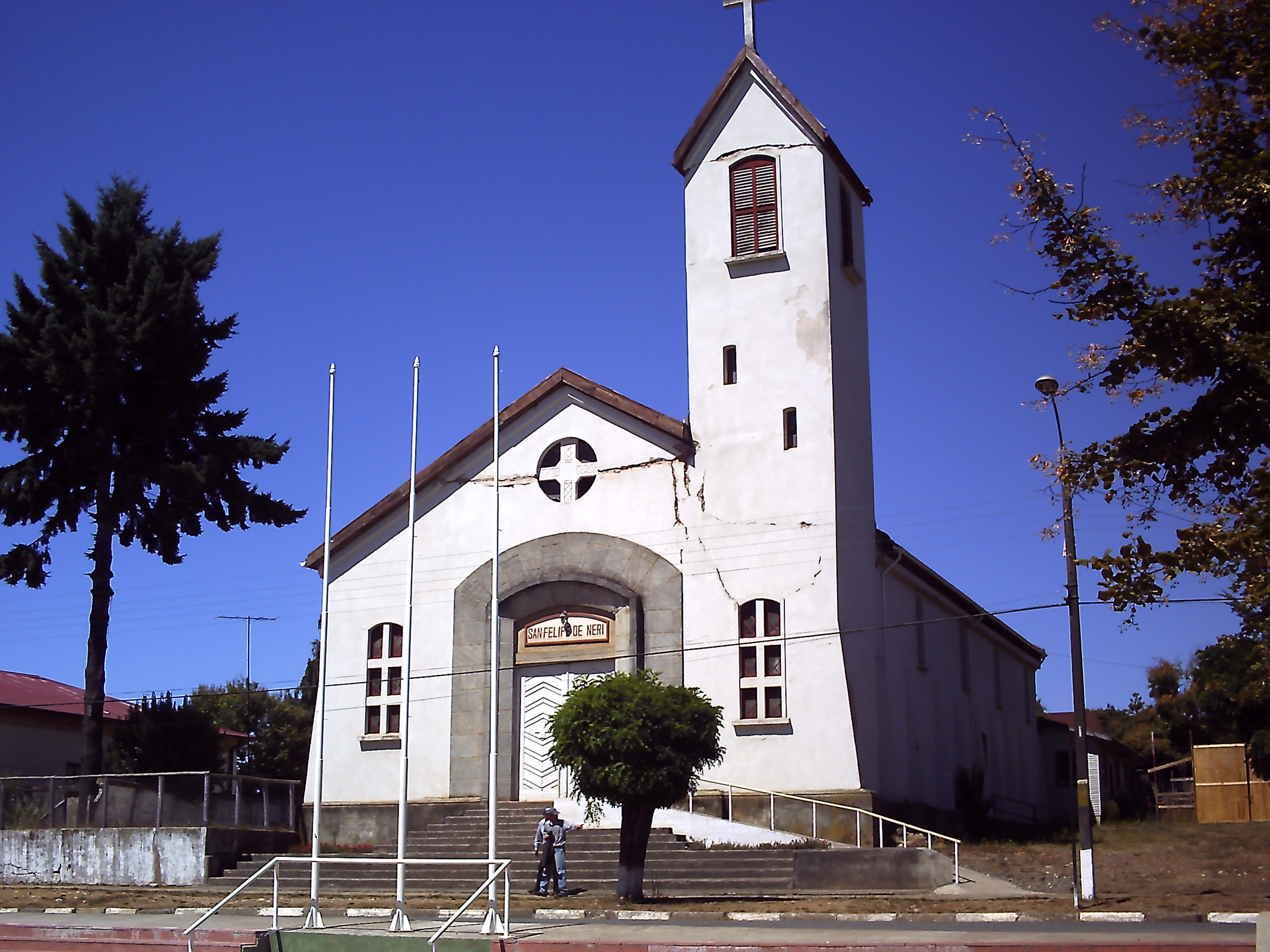
Die Kirche von Capitán Pastene
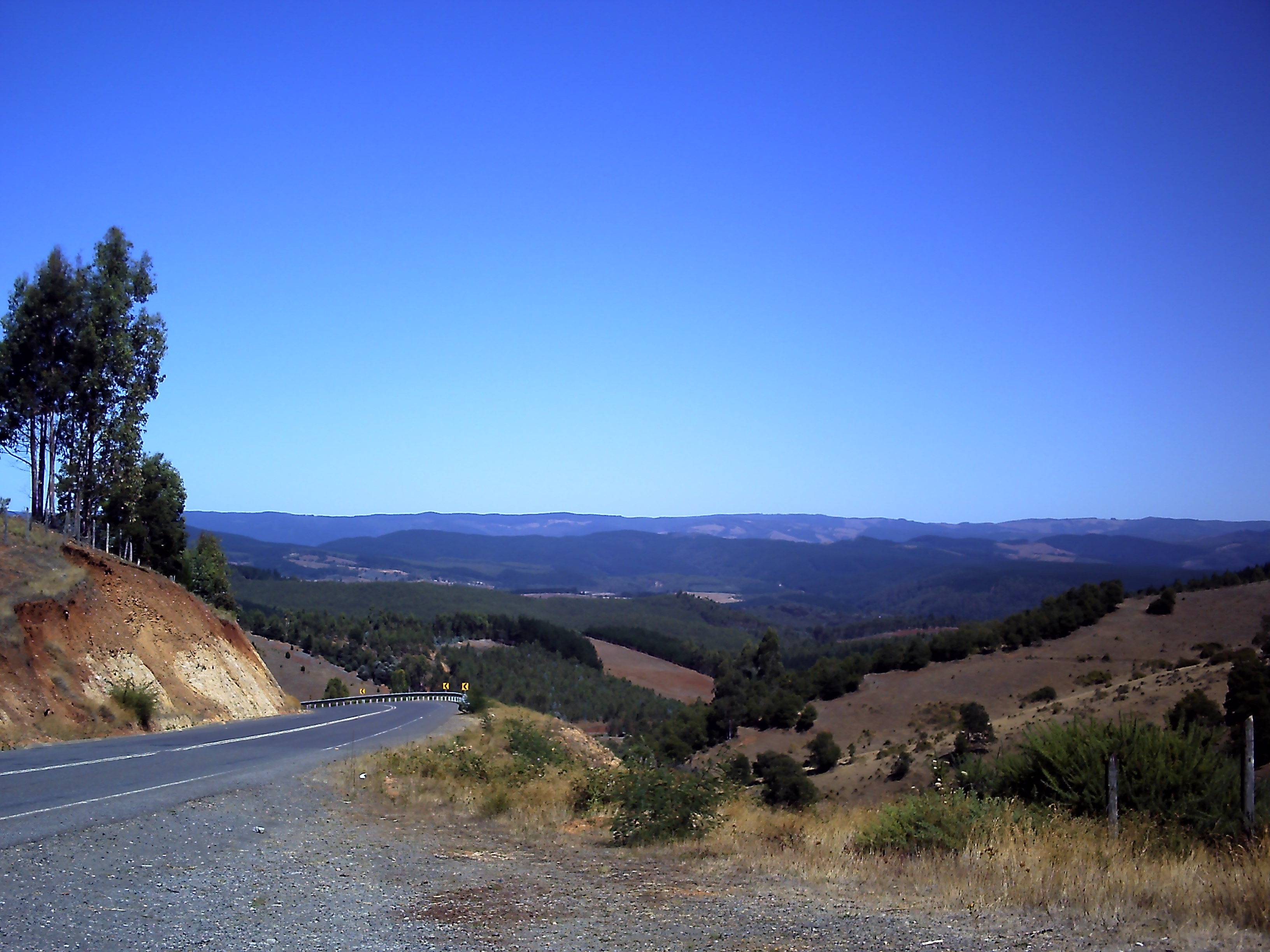
Die Umgebung von Lumaco